# Luminotecnia escénica
La iluminación escénica, sin llegar a un canon estético, se divide entre la real u objetiva; en cuanto a la real, se consigue a partir de artilugios que garantizan la luz natural o bien una luz sintética, que proviene de foco y colores simples. Esta última busca simplemente el contraste de la iluminación de las figuras, las cuales se encuentran sobre unos fondos planos y, en esta línea, homogéneos. En general, todos los medios son buenos si llegan a ligarse y, incluso, a fundirse con la obra misma, tal cual ha creado el autor.

## Evolución de los conceptos de la iluminación escénica[1]
1880 Thomas Alva Edison patenta la bombilla eléctrica de incandescencia.
Más tarde, Le Conde Théodore lleva Moncel publica El Éclairage Électrique, el cual tiene un apartado dedicado en la aplicación de la luz eléctrica a las representaciones teatrales. Así pues, aquí describe los efectos de  Duboscq utilizados a la Ópera de París, las apariciones encima de un vidrio inclinado al teatro Châtelet y la fuente luminosa del ingeniero suizo Jean-Daniel Colladon. Sin embargo, todavía no se utilizan estas aplicaciones iluminativas en teatro, sino que se usan arcos eléctricos.
1882 Exposición Internacional de Electricidad a Múnich. Ésta incorpora un teatro con el escenario y la platea iluminados por bombillas incandescentes de luz eléctrica de Edison.
1888 Augusto Strindberg publica en el prólogo de La Señorita Júlia varias reflexiones psicológicas plásticas, la caracterización y su relación con la iluminación escénica. Reivindica la eliminación de las luces de proscenio porque expone que alteran la caracterización del rostro y, además, hacen daño a los ojos del actor, lo cual impide un uso de la mirada a la hora de actuar. Así pues, propone la aplicación de una luz lateral. También pide un escenario y una platea más pequeños, y el oscurecimiento de la platea y de la orquesta durante la representación. A partir de aquí, Wagner adopta estas soluciones para su teatro de Bayreuth.
1892 estrena oficial de la Loïe Fuller Locuras–Bergère de París con un equipo de veintisiete electricistas-iluminadores.
1894 Loïe Fuller patenta un Mechanism for the Production of Stage Effects que expone el sistema de iluminación desde bajo el escenario.  
1897 Loïe Fuller realiza una nueva temporada al Locuras–Bergère de París con un equipo de treinta y ocho electricistas-iluminadores.
1901 Mariano Fortuny y Madrazo patenta su sistema de iluminación indirecta.
1906 Mariano Fortuny inaugura la instalación de una cúpula diseñada por él en el teatro de la condesa de Béarn en París.
1909 Appia expone que se tiene que eliminar el decorado pintado para conseguir una plástica de tres dimensiones entre el actor y el espacio. En contraposición, Fuchs propone situar el actor ante un fondo plano bidimensional en el cual destaque el relevo, a partir de la iluminación.
1911 Bram Stoker encuentra que la oscuridad, bajo control, es un factor igual de importando que la luz. Se da cuenta de que en la naturaleza la luz raramente muestra un efecto de iluminación homogéneo. También aconseja encuadrar la parte del escenario que tiene mayor importancia.
1915 Concierto con luz de color del poema sinfónico Prometheus de Alexandre Scriabin al Carnegie-Hall de Nueva York.
1917 Estreno en el Teatro Costanzi de Roma, el espectáculo Fuochi de Artificio con concepción lumínica y escenográfica de Giacomo Baila. 
1928 Sheldon Cheney publica el libro Stage Decoration en el cual dedica un capítulo a estudiar el progreso en la mecánica y la iluminación teatrales. En él explica que la iluminación indirecta de Fortuny se trata de una luz que ilumina el fondo sin que se note que está iluminado.
1929 Fuchs diferencia cinco funciones de iluminación escénica: Proporcionar iluminación, dotar de realismo, asistir en la composición y el diseño, (establecer la expresión plástica, y ayudar en la expresión psicológica.
El 29 de mayo se inauguran, en la Exposición Internacional de Barcelona, los juegos de agua y luz de Montjuic.
1930 Thomas Wilfred funda The Arte Institute of Light, una organización y centro de investigación para la iluminación.
1936 Bertolt Brecht escribe Die Sichtbarkeit der Lichtquellen. Defiende el hecho que de anular la ilusión escénica y potenciar la concentración.
1938 Gertrude Stein publica la obra de teatro Doctor Faustus Lights the Lights. En la versión original de Goethe, Faust vende el alma para volver a ser joven y recuperar el tiempo invertido ilustrándose. En cambio, en esta nueva versión Faust  vende el alma al diablo para crear la luz artificial, así pues la ilustración está simbolizada por la luz.
1951 Wilfred diseña el primer teatro central de los Estados Unidos.
1954 Erwin Piscator publica el texto Pensamientos sobre una Mejora del Arte Escénico por medio de la Luz. En él apoya el hecho de iluminar desde bajo los pies de los actores de tal manera “que la luz libere los pies del tierra.”
Además, Jean Rosenthal expone que "la iluminación de Broadway es un intento de hacer que el actor o la actriz aparezcan como una joya. Dado que el diseñador de iluminación de Broadway no puede seguir los métodos de área habituales en el teatro educativo, intenta iluminar el actor desde todos y cada uno de los ángulos posibles, comunicándole la deseada brillantez de joya.”
1963 Bronnikov expone tres objetivos fundamentales en la iluminación escénica: Iluminar los personajes en acción, iluminar los decorados y crear efectos luminosos en general.